# 伊利因斯科耶农村居民点 (沃洛格达州)
伊利因斯科耶农村居民点（俄语：Сельское поселение Ильинское）是俄罗斯联邦沃洛格达州哈罗夫斯克区所属的一个农村居民点。其下辖有33个居民点，行政中心为谢梅尼哈。据2015年统计，该农村居民点的人口为299人。